# Musée de Manéga
Das Musée de Manéga, Musée de la Bendrologie, ist ein Museum im zur Gemeinde Ourgou-Manéga zählenden Ort Manessa in der Provinz Oubritenga (Region Plateau Central) des westafrikanischen Staates Burkina Faso.
Es wurde von Titinga Frédéric Pacéré gegründet und widmet sich unter anderem Musikinstrumenten, Kleidungsstücken und Masken der Ethnien Burkina Fasos. Um die Ausstellungspavillons herum sind Skulpturen lokaler Künstler aufgestellt und im traditionellen Stil der Mossi und Bobo errichtete Wohnstätten zu besichtigen.